# Kolga
Kolga (anciennement : Kolk) est un petit bourg estonien de la région d’Harju appartenant à la commune de Kuusalu. Sa population est de 500 habitants(01/01/2012) ,. Le village est élevé au rang de petit bourg (alevik) en 1995.

## Histoire
C’est en 1290 que des cisterciens de l’abbaye de Roma (de la filiation de l’abbaye de Clairvaux) fondent un domaine agricole du nom de villa Kolco. Le domaine passe à la couronne du Danemark en 1532, lorsque les biens de l’Église sont démantelés, et ensuite en 1581 à Pontus de La Gardie, à l’époque de la domination suédoise. Un château, le château de Kolk, est construit au début du XVIIe siècle, reconstruit en 1642 et en 1765-1768, lorsqu’il appartient à la famille von Stenbok, puis remanié en 1820.